# Tom Nissalke
Thomas Edward Nissalke, dit Tom Nissalke, né le 7 juillet 1932 à Madison et mort le 22 août 2019 à Salt Lake City, est un ancien entraîneur américain de basket-ball de NBA et de l'ABA. Il a entraîné plusieurs équipes dans les deux ligues et présente un bilan total de 371 victoires-508 défaites. Il a entraîné les Chaparrals de Dallas/Spurs de San Antonio (faisant partie au début de l'American Basketball Association), les SuperSonics de Seattle, les Stars de l'Utah, les Rockets de Houston, le Jazz de l'Utah et les Cavaliers de Cleveland.
Il a obtenu le trophée de Coach of the Year à la fois en NBA et en ABA (1972) et en NBA (1977).
Il fut le commissioner de l’éphémère National Basketball League au Canada en 1993-1994.
Nissalke est consultant à la radio et animateur d'un 'talk-show' sur le Jazz. En janvier 2006, sa femme âgée de 46 ans, Nancy, meurt d'un cancer.
Quand on lui demanda en 1966 lors d'un interview, alors qu'il prenait le poste d'entraineur des Houston Rockets, comment son nom se prononçait, Nissalke répondit avec humour, « Tom ».